# Anouk Is Alive
Anouk Is Alive è il secondo album dal vivo della cantante olandese Anouk, pubblicato il 28 aprile 2006 dalla EMI.

## Tracce

### CD
Disco 1
1. Love
2. Only You
3. One Word
4. Alright
5. More Than You Deserve
6. Don't
7. R U Kiddin' Me
8. Falling Sun
9. Sacrifice
10. Flower Duet
11. Who Cares
12. Too Long
13. No Time to Waste
14. The Dark
15. Everything

Disco 2
1. Hail
2. Searching
3. Jerusalem
4. I Live for You
5. Michel
6. Our Own Love
7. Graduated Fool
8. It's So Hard
9. Nobody's Wife
10. Home Is in My Head
11. Girl
12. Lost

### DVD
Disco 1
1. Love
2. Only You
3. One Word
4. Alright
5. More Than You Deserve
6. Don't
7. R U Kiddin' Me
8. Falling Sun
9. Sacrifice
10. Flower Duet
11. Who Cares
12. Too Long
13. No Time to Waste
14. The Dark
15. Everything
16. Hail
17. Searching
18. Jerusalem
19. I Live for You

Disco 2
1. Michel
2. Our Own Love
3. Graduated Fool
4. It's So Hard
5. Nobody's Wife
6. Home Is in My Head
7. Girl
8. Lost

### Edizione speciale
1. Backstage Documentary
2. Girl (video)
3. Lost (video)
4. Jerusalem (video)
5. One Word (video)

## Classifiche
| Paese            | Posizione più alta |
| ---------------- | ------------------ |
| Belgio (Fiandre) | 8                  |
| Paesi Bassi      | 5                  |